# José Santos Guardiola

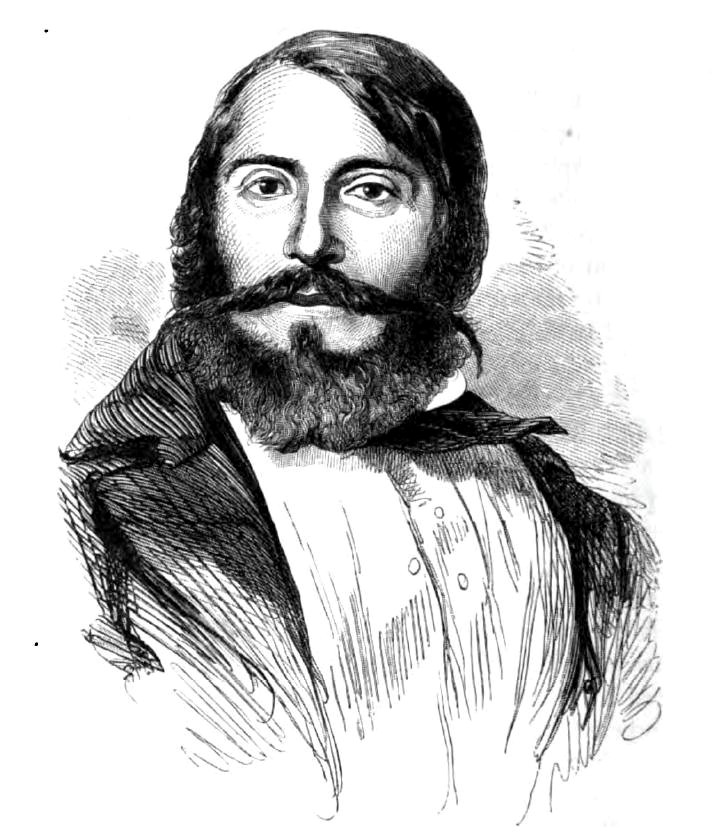
Jose Santos Guardiola

José Santos Guardiola Bustillo (* 1. November 1816 in San Antonio de Oriente, Honduras; † 11. Januar 1862 in Ciudad de Comayagua, Honduras) war vom 17. Februar 1856 bis 11. Januar 1862 Präsident von Honduras.

## Leben

### Herkunft und Familie
Seine Eltern waren Bibiana Bustillo und Esteban Guardiola Amorós. Sein Bruder war Cruz Guardiola. Er heiratete Ana de Arzibu. Ihre Tochter Genoveva Guardiola Arbizu heiratete später Tomás Estrada Palma.

### Militärische Laufbahn
Er trat 1832 in die Armee von José Francisco Morazán Quezada in der Kaserne von Choluteca bei. Am 6. April 1839 nahm er an der Schlacht von Espíritu Santo teil. Am 25. September 1839 nahm er an der Schlacht von San Pedro Perulapán teil.
Nach dem Austreten von Honduras aus der Zentralamerikanischen Konföderation ließ er gegen die Truppen von José Francisco Morazán Quezada von der Partido Liberal kämpfen.
1844 bis 24. Januar 1845 beteiligte er sich als nichttrinkfester General am Guerra de Malespín.
Vom 1. Januar bis 12. Februar 1847 war er mit Francisco Ferrera und Casto Alvarado Mitglied eines geschäftsführenden Regierungskabinettes.
1855 wütete sechs Monate die Cholera in El Sauce. Am 18. August 1855 fand die Schlacht bei El Sauce statt, bei dieser führte Guardiola seine Truppen in eine Niederlage. El Sauce war ein ebenes Terrain ohne Straßen oder Gebäude, welche sich zur Verteidigung eigneten. Hier in fremder Umgebung erwartete José Santos Guardiola auf die 600 Mann starke Truppe der Liberalen, welche von José Trinidad Muñoz Fernández geführt wurden.
Am 3. September 1855 führte er seine Truppen bei der Schlacht bei La Virgen in eine Niederlage. Guardiola zog sich nach Rivas zurück. Mit seinen Truppen hatte Guardiola die Cholera nach Costa Rica gebracht.

### Politische Laufbahn
José Santos Guardiola Bustillo war Mitglied der Partido Conservador. Er gehörte zur liberalen Fraktion innerhalb der Partido Conservador.
In der ersten Amtszeit war José María Lazo sein Stellvertreter. Am 18. Juli 1856 unterschrieb er einen Beistandspakt mit José Rafael Carrera Turcios für Guatemala, und El Salvador um Truppen gegen die Filibusteropiraten von William Walker zu senden. Die Truppen brachten aus Nicaragua die Cholera wieder mit. An dieser starb am 29. September 1856 Bischof Hipólito Casiano Flores. Guardiola ließ das Colegio Tridentino in Comayagua wiedereröffnen, welches von Bischof Hipólito Casiano Flores geschlossen worden war. 1830 wurden durch ein Dekret der Zentralamerikanischen Konföderation alle katholischen Schulen geschlossen.
Er unterstützte die Missionsarbeit von Manuel de Jesús Subirana bei den Xicaques und Payas.
Für die zweite Amtszeit machte er Wahlkampfreisen durch Honduras und gründete für die Wahl die Zeitschrift El Vigilante. In der zweiten Amtsperiode trat er am 7. Februar 1860 in der Hauptstadt Comayagua an, sein Stellvertreter war Victoriano Castellanos. Der US-amerikanische Abenteurer William Walker besetzte am 6. August 1860 den Hafen von Trujillo. Nachdem Walker von den Briten an Honduras ausgeliefert worden war, wurde ihm Gelegenheit zur Beichte gegeben, denn William Walker hatte sich, um Präsident von Nicaragua zu werden, katholisch taufen lassen. Anschließend wurde er am 12. September 1860 füsiliert.
Guardiola unterschrieb mit dem britischen Botschafter Sir Charles Lennox Wyke (1815–1897) am 28. November 1859 den Wyke-Cruz Vertrag (Tratado Lennóx Wyke-Cruz), in welchem die Islas de la Bahía und die La Mosquitia als Teil des honduranischen Staates anerkannt wurde. Im Oktober 1859 besetzen britische Truppen die Isla del Tigre im Golf von Fonseca, worauf Guardiola protestierte.
Der Vikar Miguel del Cid exkommunizierte Guardiola am 26. Dezember 1860 da, dieser im Tratado Lennóx Wyke-Cruz auf den Islas de la Bahía nicht-katholische Konfessionen zuließ. Am 5. Januar 1861 wurde der Vikar Irías ausgewiesen. Es gab Proteste in den Gemeinden, welche als La Guerra de los Curas bezeichnet wurden. Pius IX. hob die Exkommunikation auf, schickte ihm zur Versöhnung den Orden de San Gregorio Magno und ernannte am 22. Juli 1861 Juan Félix de Jesús Zepeda zum Bischof von Comayagua.
Am 11. Januar 1862 wurde Guardiola durch einen seiner Leibwächter im Amt getötet.